# Zona Balnear das Quatro Ribeiras

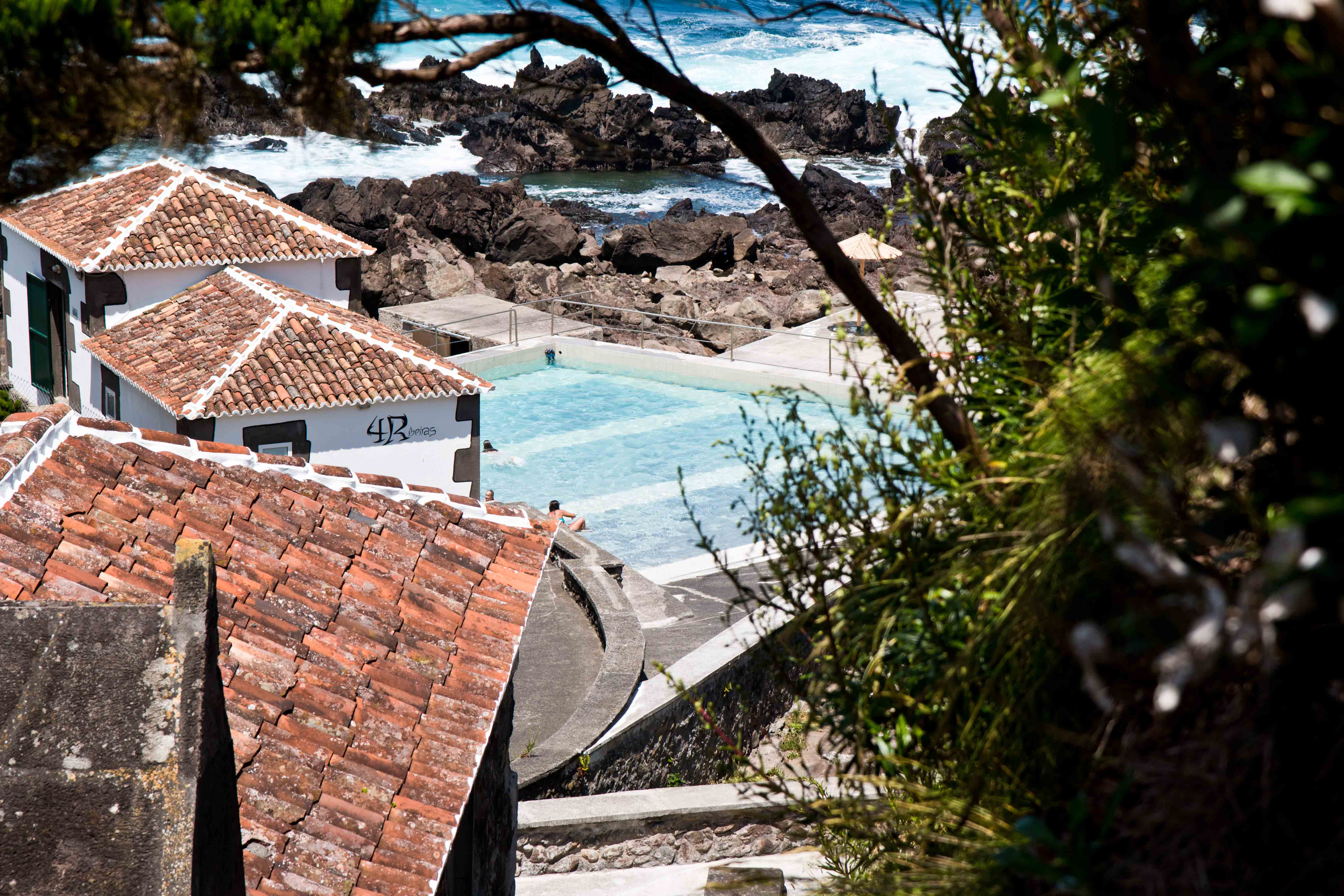
Zona Balnear Quatro Ribeiras

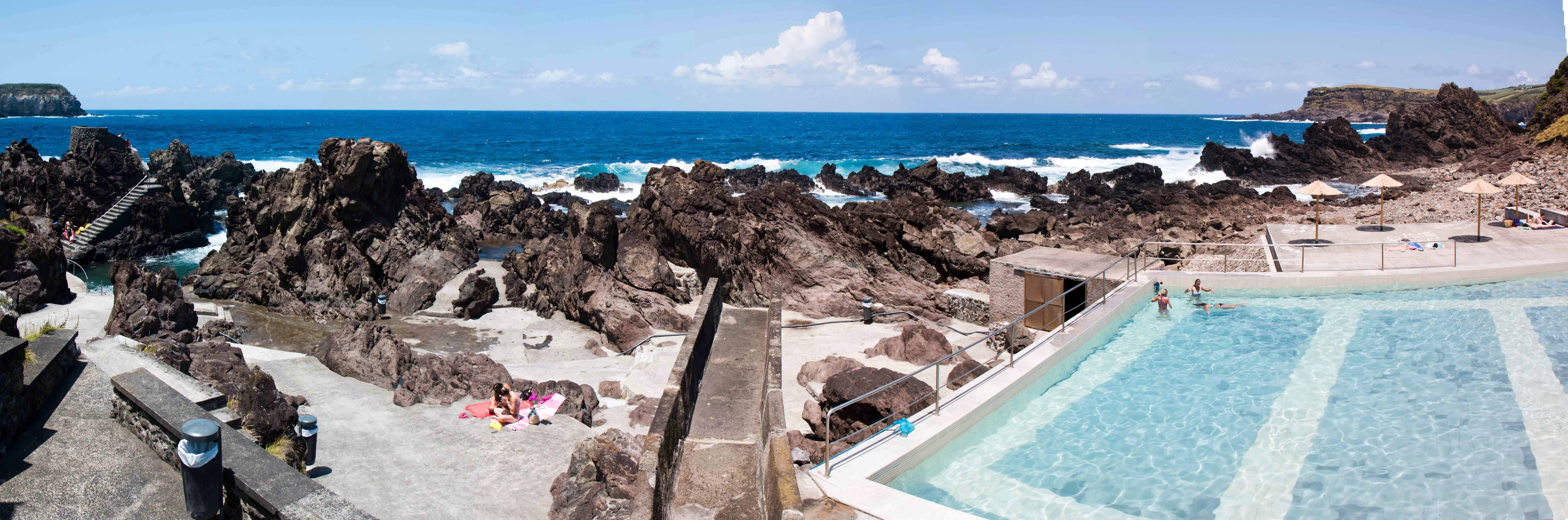
Zona Balnear Quatro Ribeiras

A Zona Balnear das Quatro Ribeiras, vulgarmente denominada Piscinas Naturais das Quatro Ribeiras, são uma zona balnear portuguesa localizada na freguesia açoriana das Quatro Ribeiras, município da Praia da Vitória, ilha Terceira, Açores.
Estas piscinas naturais s situam-se na costa nordeste da Ilha Terceira numa zona de altas arribas, na Costa das Quatro Ribeiras, dentro do espaço classificado como Zona de Interesse Comunitário. Encontram-se rodeadas de abundante flora endémica típica das florestas da Laurissilva características da Macaronésia. 
Estas formações rochosas onde as piscinas se formaram tem origem em lava solidificada, de origem basáltica, que sujeitas durante séculos à continuam acção das ondas do mar formaram depressões e cavidades que a água marinha ocupou.
Este espaço recebe as águas da Ribeira do Urzal que são aqui aproveitadas para abastecer uma piscina de banhos.
Estas piscinas apresentam boas condições para banhos e estão equipadas com instalações sanitárias e duches, serviço de bar e vigilância.
Nas Rochas deste espaço de banhos e a crescer de forma espontânea é possível observar plantas de Azorina vidalii, considerado um fóssil vivo.